# Ето (альбом)
«Ето» — студійний альбом українського рок-гурту «Мертвий півень», виданий 1992 року.

## Композиції
| #   | Назва                                        | Автор слів               | Автор музики                                   | Тривалість |
| --- | -------------------------------------------- | ------------------------ | ---------------------------------------------- | ---------- |
| 1.  | «Ето»                                        | Любко Футорський і решта | Любко Футорський і решта                       |            |
| 2.  | «Квазіамор»                                  | Юрко Позаяк              | Любко Футорський, Михайло Барбара, Роман Чайка |            |
| 3.  | «Ієронім Босх ХХ»                            | Юрій Андрухович          | Роман Чайка                                    |            |
| 4.  | «Б'ютіфул Карпати»                           | Любко Футорський і решта | Любко Футорський і решта                       |            |
| 5.  | «Пес»                                        | Ігор Римарук             | Роман Чайка                                    |            |
| 6.  | «Місячний блюз»                              | Володимир Олейко         | Любко Футорський                               |            |
| 7.  | «Чуєш, мила»                                 | Р. Мишанич               | Любко Футорський                               |            |
| 8.  | «Етюд з воронами»                            | Юрій Андрухович          | Роман Чайка                                    |            |
| 9.  | «Для тебе»                                   | Михайло Барбара          | Михайло Барбара                                |            |
| 10. | «Коли ти смієшся»                            | Михайло Барбара          | Роман Рось                                     |            |
| 11. | «Дидактична вистава в театрі Богуславського» | Юрій Андрухович          | Роман Чайка                                    |            |
| 12. | «Замок»                                      | Віктор Неборак           | Юрій Чопик                                     |            |
| 13. | «Просто кава»                                | Роман Скиба              | Ярослав Якубяк                                 |            |
| 14. | «Вертикаль»                                  | Віктор Неборак           | Роман Чайка                                    |            |
| 15. | «Мене принесли під ранок»                    | Юрій Позаяк              | Роман Чайка                                    |            |
| 16. | «Ідилія — присвята театру ім. Заньковецької» | Михайло Барбара          | Роман Чайка, Михайло Барбара                   |            |
| 17. | «Вікторія»                                   | Вікторія Стах            | Роман Чайка                                    |            |
| 18. | «Ми помрем не в Парижі»                      | Наталка Білоцерківець    | Роман Чайка                                    |            |